# 대한민국 형법 제331조의2
대한민국 형법 제331조는 자동차등 불법사용에 대한 형법각칙의 조문이다. [본조신설 1995.12.29]

## 조문
제331조의2(자동차등 불법사용) 권리자의 동의없이 타인의 자동차, 선박, 항공기 또는 원동기장치자전차를 일시 사용한 자는 3년 이하의 징역, 500만원 이하의 벌금, 구류 또는 과료에 처한다.

## 같이 보기
- 대한민국 형법 제335조
- 야간주거침입죄
- 준특수강도죄
- 강도치상죄